# علم فلك الهواة

مجموعة من هواة الفلك يراقبون السماء أثناء زخة شهب البرشاويات.

علم فلك الهواة هو مصطلح يشير إلى الهواية التي يمارسها محبي مشاهدة سماء الليل ورصد الظواهر الجارية، بالعين المجردة أو باستخدام تليسكوبات أو نظارات مقربة.
وعلى الرغم أن هدفهم الرئيسي ليس البحث العلمي إلا أن كثيراً منهم يقدم إسهامات لعلم الفلك بمتابعة النجوم المتغيرة وتعقب الكوكبات واكتشاف الأجسام التي تمر مؤقتاً كالمذنبات.

## هاوي الفلك
هاوي الفلك لا يعتمد على علم الفلك كمصدر أساسي للدخل وليس لديه درجة علمية تخصصية أو تدريب أكاديمي متقدم في الفلك، العديد من هواة علم الفلك هم مبتدئين أو هاوين فقط ولكن أيضاً منهم المتمرسين ذوي الخبرة الذين يساعدون غالباً في الأبحاث الفلكية مع الفلكيين المحترفين.
علم فلك الهواة يرتبط عادة بمشاهدة السماء ليلاً حين تظهر معظم الأجرام والأحداث الفلكية، ولكن أحياناً يعمل الفلكيين خلال النهار لأحداث تتعلق بمتابعة البقع الشمسية وكسوف الشمس.
درس القدماء علم الفلك في إطار الهواية دون أن يكون له جهات رسمية أو تمويل، أما الآن فأصبح علم الفلك للهواه متميز ومختلف تماماً عن علم الفلك للمحترفين والعلماء وغيره من الأنشطة.

## ماذا يرصد هاوي الفلك
يرصد هواة الفلك العديد من الأجرام والظواهر، وأشهر هذه الأشياء القمر والكواكب والنجوم والمذنبات وزخات الشهب والعديد من أجرام السماء البعيدة مثل العناقيد النجمية والمجرات والسدم.
وعادة يتخصص الأفراد في نوع أو أكثر من هذه الأجرام التي تلائم اهتمامه، وأحد فروع علم الفلك للهواة هو التصوير الفلكي للهواة وهو يتعلق بالتقاط صور للمناظر الفلكية وأصبح شائعاً جداً بين الهواة مؤخراً نتيجة لأن المعدات المتقدمة إلى حد ما ككاميرات CCD ذات الجودة العالية أصبحت في المتناول.
ويرصد معظم الهواة في نطاق الضوء المنظور، ولكن قلة قليلة يجرون تجارب خارج نطاق الطيف المرئي باستخدام تلسكوب راديوي مجهز خصيصاً للهواة أو حتى منزلي الصنع!
من أوائل هواة الفلك الذين قاموا بصنع تلسكوب راديوي هو هاوي الفلك Grote Reber في آواخر الثلاثينات من القرن الماضي، وذلك ليتابع به السماء بعد اكتشاف كارل جانسكي لوجود انبعاثات لأطوال موجية معينة قادمة من الفضاء.

### نصائح جانبية للهواة
- الخرائط النجمية وعجلة النجوم هم مفتاح السماء الحقيقي الوحيد. تعلمهم وفهمهم هو الأساس للهواية.
- احصل على الخرائط الشهرية وعجلة النجوم وتابع السماء بشكل مستمر - ولو أسبوعي – لتحصل على خبرة قوية في فهم السماء، إن متابعة الأحداث السماوية من شهر إلى شهر ومن عام لآخر هو ما يصنع الخبرة الفعلية والتمكن من السماء.
- تعلم الفلك يشبه تعلم اللغة الجديدة، يجب أولاً أن تتعلم حروفها ثم كلماتها ثم الجمل ثم طبع الناس الذين يتكلمون بها ولا أعدك أبدً أن تكون الأمور سهلة في البداية لكن أعدك أنه مع المتابعة سوف يكون كل شيء أسهل بمقدار الضعف خلال كل أسبوعين تمارس فيهم اهتمامك بالفلك، أي أن الأمور تكون أسهل بضعفين كل شهر. الأمر يعتمد على الشغف
- اصبر قليلاً.. من الطبيعي أن تكون الأمور صعبة في البداية.. إن أول ماتش فيفا بلايستيشن تلعبه في حياتك حتماً كان أكبر خسارة في التاريخ.. حيث ربما قرر صديقك التباهي وهزيمتك 25 له مقابل 1 لك.. من الطبيعي أن تكون الأمور أصعب في البداية.. تعود على ذلك
- كلما ازداد عدد الكوكبات التي تعرفها في السماء، كلما ازدادت مهاراتك فيها، ان تعلم 25 كوكبة خلال البدايات هو إنجاز جيد جداً ويضع قدمك بكافة أصابعها على بداية السلم.
- امتلك برنامج فلكي على حاسوبك وغالباً ما ينصح ب Stellarium صديق الهواة وهو مجاني ويمكنك الحصول عليه خلال البحث في جوجل عن اسمه الإنجليزي.. سوف يساعدك على تعلم السماء فوق سطوح بيتكم وأيضا برنامج رائع جدا اسمه WWT - World Wide Telescope - (برامج مجانية)
- اقرأ كثيراً.. ابدأ بالقراءات البسيطة ولا تدخل جو التعقيدات، وأحصل كلما أمكن على كتب لتبسيط الفلك أو علوم الكون أو النظريات الأشهر في العالم حالياً كميكانيكا الكم والنسبية والأوتار وتلك المقالات التي تتحدث في نشأة الكون والمجموعة الشمسية والانفجار الكبير وغيره، وتعلم أن الأمر في البداية يحتاج مجهوداً للفهم، ولا تيأس فمع المطالعة المستمرة والمتابعة سوف تكون كل الأمور أسهل على طريقة
- انضم لمجموعة فلكية حتى ولو على الإنترنت، فذلك سوف يساعدك تماماً في التعرف المستمر على الأحداث السماوية وسوف يساعدك كذلك على ممارسة هوايتك مع آخرين لهم نفس الاهتمام
- صاحب الإنترنت جيداً فهناك كم مهول من المواقع والمقالات والأحداث سوف تخدمك تماماً وبشكل مجاني.. اعتمد بقوة على جوجل ويوتيوب (أدوات بحث) وويكيبيديا (موسوعة شاملة)
- ابحث عن الجرائد والمجلات الفلكية.. نقب عنها هنا وهناك وتابعها بقوة
- استمتع كثيراً.. فممارسة الفلك لا تصلح الا بالمتعة

## الأدوات الشائعة

### العين المجردة
يخطئ الكثيرون حينما يظنون أن ممارسة الفلك هي عمل المتخصصين من أصحاب التلسكوبات وأدوات القياس والحساب الفلكي، على نفس الدرجة التي يخطئون فيها ظناً منهم أن تعلم الفلك هو موضوع معقد ومكلف للغاية. ذلك لأن دراسة السماء بالعين المجردة هي - ربما - أكثر متعة، وأكثر مساعدة على فهم السماء بشكل صحيح وأكثر متعة، كما أن علم الفلك ليس هو ذلك المستنقع الحسابي المعقد الممل.
الأصل في الفلك هو الرصد بالعين المجردة
منذ قرون مضت نظر الإنسان للسماء وادهشته بنجومها اللامعة وقمرها المنير وشمسها المضيئة فبدأ بدراستها وكانت العين هي الوسيلة الاساسية التي رصد بها السماء ولم يكن هناك تليسكوبات وقتها لذا فالعين كانت شيئا مهما جدا ليقوم الفلكى بعملية رصد ناجحة، وبعد دراسة طويلة استطاع الإنسان التعرف على بعض النجوم واطلق عليها العديد من الأسماء والأرقام والتي اختلفت من حضارة لأخرى ولكى يتمكن الإنسان من التعرف على هذه النجوم بطريقة سهلة قسمها إلى مجموعات واطلق عليها المجموعات النجمية (الكوكبات), ثم بعد ذلك استطاع التعرف على بعض الكواكب التي تلمع في السماء كالزهرة والمشترى وزحل والمريخ وعطارد الذي يظهر قبل الشروق مرة وبعد الغروب مرة، وقام بدراسة السماء من الناحية الميكانيكية التي تهتم بحركة السماء والاجرام السماوية فوجد ان كل شى في السماء يشرق من الشرق ويغرب من ناحية الغرب وتمكن من رؤية بعض السدم كسديم الجبار الذي يكون بارزا في سماء الشتاء في وقت متأخر بعد غروب الشمس ومجرة أندروميدا الرائعة من خلال سماء حالكة، وتمتع الفلكين القدماء برؤية واضحة للسماء لأن اغليهم كان يعيش في مناطق ريفية أو حتى يعيش في المدن ولأنه وقتها لم يكن ضوء المصابيح قويا جدا لأنهم كانو مازالو يعتمدون على النار في الإضاءة والتي كانت تعطى اضاءة ضعيفة لذا فكانت السماء واضحة بالنسبة لهم.

### النظارات المقربة
يستخدم الهواة النظارات المقربة كثيراً وعلى الرغم من أن قوة تقريبها ضعيفة إلا أن مجالها الواسع مفضل لبعض الأجرام السماوية.

### التليسكوبات
لا غنى لهاو الفلك عن تلسكوب، فحتى هاو الفلك الذي لا يملك واحداً ينتهي به المطاف بشراء أو صنع واحد. وتختلف تلسكوبات الهواة في الحجم والنوع.

### إضافات
بالإضافة للنظارات المقربة والتلسكوبات، بعض الهواة لديهم كاميرات للتصوير الفلكي وأشياء إضافية أخرى كخرائط السماء المختلفة والبرامج الفلكية ومواقع الإنترنت المتنوعة.

### صناعة التليسكوبات
على الرغم من أن التلسكوبات التجارية الجاهزة متوفرة إلا أن كثير من الهواة يهوى صناعة التلسكوبات فيصنع تلسكوبه بنفسه.

## التقنيات
يوجد عدد كبير من الأجرام التي يمكن رؤيتها بالعين المجردة، إلا أن الأجرام الخافتة تحتاج إلى تقنيات أخرى لإيجادها، وهناك العديد من الطرق أهمها:

### القفز النجمي
وهي طريقة تستخدم غالباً في النظارات المقربة أو التلسكوبات الصغيرة التي يتحكم فيها يدوياً حيث يستخدم فيها الخرائط (أو الذاكرة) لتحديد نجوم معروفة يتم القفز (التنقل) بينها وصولاً للهدف المنشود

### دوائر الإحداثيات

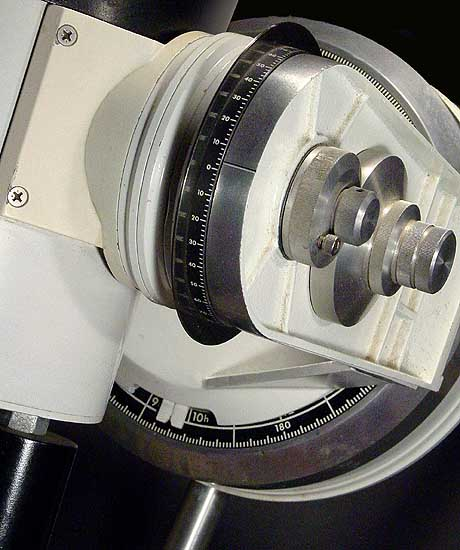
دوائر مستخدمة في تليسكوب.

تستخدم الدوائر في التليسكوبات ذات التوجيه الاستوائي للوصول إلى هدف معين باستخدام احداثياته الاستوائية المطلع المستقيم RA والميل Dec.

### التليسكوبات الالكترونية (المحوسبة) GoTo

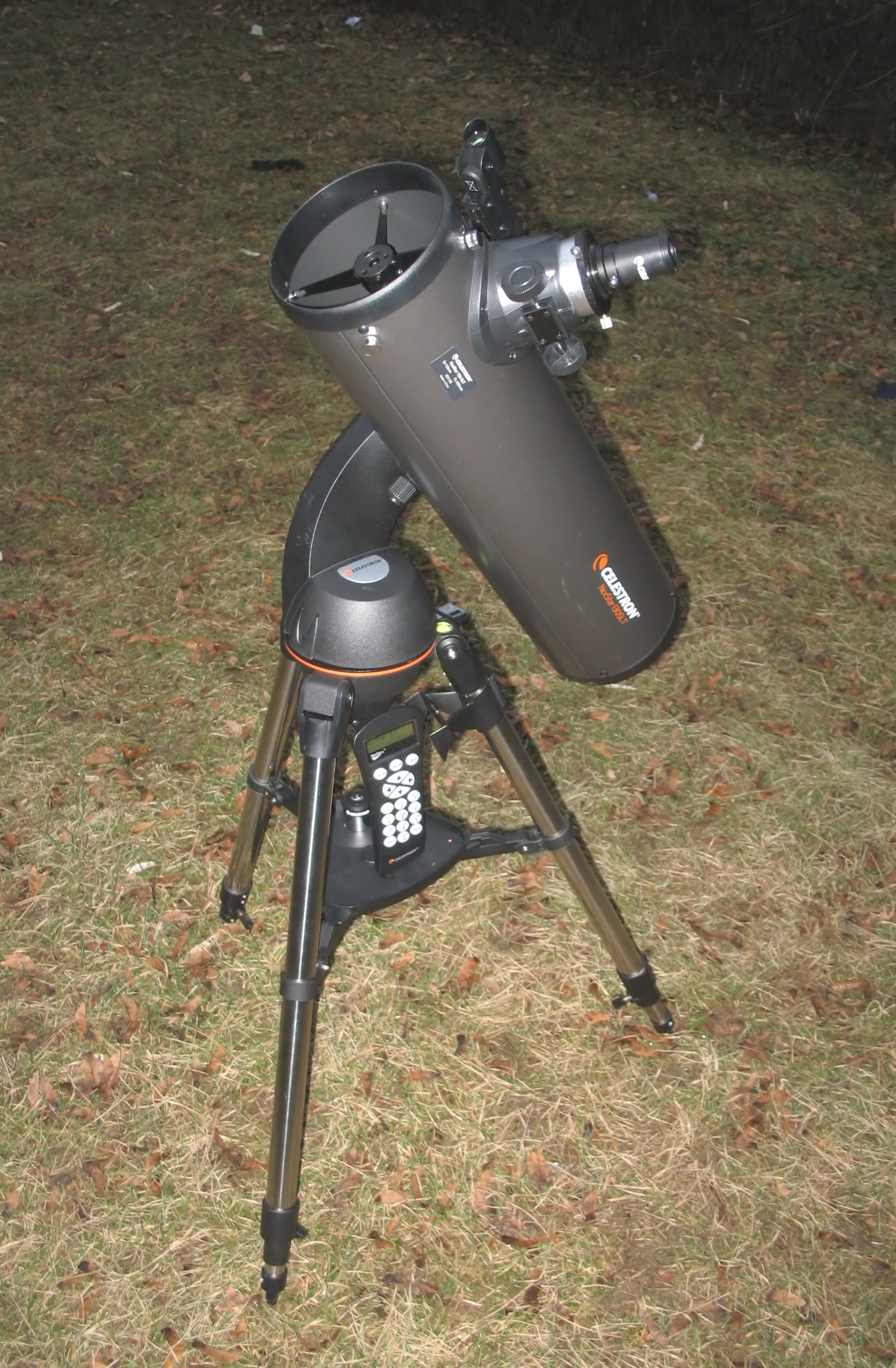

وهي تليسكوبات ذات محاور يمكنها أن تتوجه أتوماتيكياً نحو الجرم المطلوب ويتحكم فيها إما ميكرو معالج أو حاسب، سواء بإدخال احداثيات الجرم المراد رصده أو أن تكون التلسكوبات مبرمجة مسبقاً على كتالوج ميسييه أو الفهرس العام الجديد NGC.

### التحكم عن بعد
يمكن التحكم في تلسكوب كبير في مكان مظلم وعلى مسافة كبيرة، عن بعد باستخدام الإنترنت!

### تقنيات التصوير
تكنولوجيا التصوير الفلكي أصبحت أسهل بكثير من السابق ولم تعد تحتاج إلى مجهود كبير ولا مبالغ طائلة.

## الجمعيات الفلكية

### الجمعيات الفلكية العالمية
- الاتحاد الفلكي الدولي
- المجموعة 70 فلك
- الجمعية الفلكية الملكية البريطانية

### الجمعيات الفلكية العربية ونوادي الهواة
- الجمعية الفلكية بمسجد محمود بمصر.
- الجمعية الفلكية السورية (SAAA).
- الجمعية الفلكية الأردنية.
- جمعية رؤية لهواة الفلك.
- الجمعية الفلكية العمانية.
- الجمعبة الفلكية السعودية بجدة.
- الجمعية الفلكية الإماراتية.
- مجموعة دبي للفلك.
- الجمعية الفلكية بالقطيف.
- مرصد المرزم الفلكي.
- النادي العلمي الكويتي.
- الجمعية التونسية لعلوم الفلك.
- الجمعية الفلكية الفلسطينية.
- الجمعية الكونية السورية SCS.
- الجمعية الفلكية العراقية.
- نادي هواة الفلك بالدلتا بمصر.
- جمعية البتاني الفلكية بالجزائر.
- جمعية الراصد الفلكية بالجزائر.
- الجمعية العلمية الفلكية (أبو الوفا البوزجاني) بالجزائر.
- الجمعية الفلكية البحرينية.
- الجمعية الفلكية اللبنانية LAS.
- الجمعية الفلكية المغربية MAS.
- جمعية القبة السماوية للعلوم الفلكية بالجزائر.
- قسم الفلك (مدينة الملك عبد العزيز للعلوم والتكنولوجيا).
- الجمعية السودانية لعلوم الفلك والفضاء (SSASS).

## معرض الصور

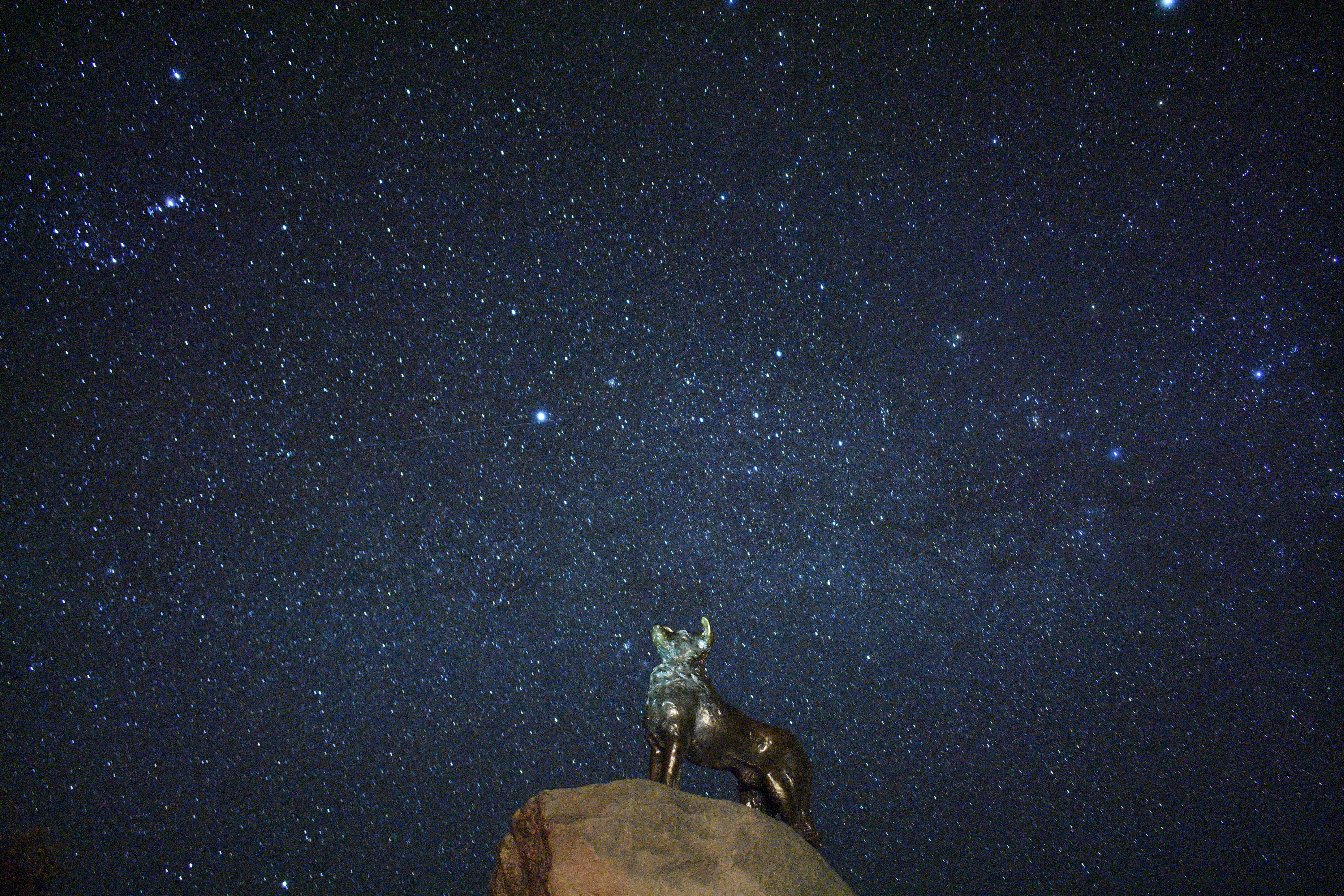
تمثال الكلب النعجة، في صورة ليلية لسماء تيكابو.

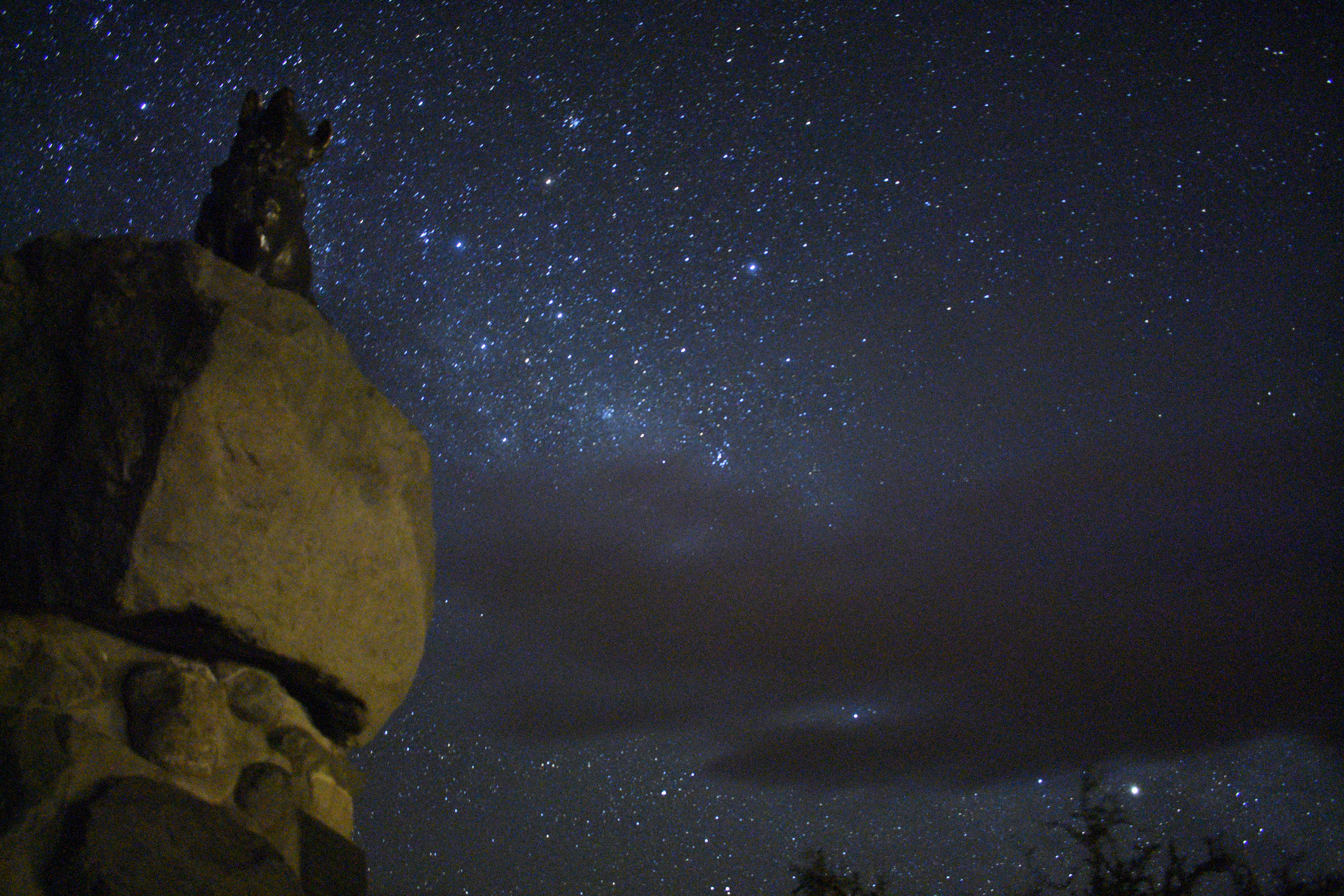
تمثال الكلب النعجة، في صورة ليلية لسماء تيكابو.

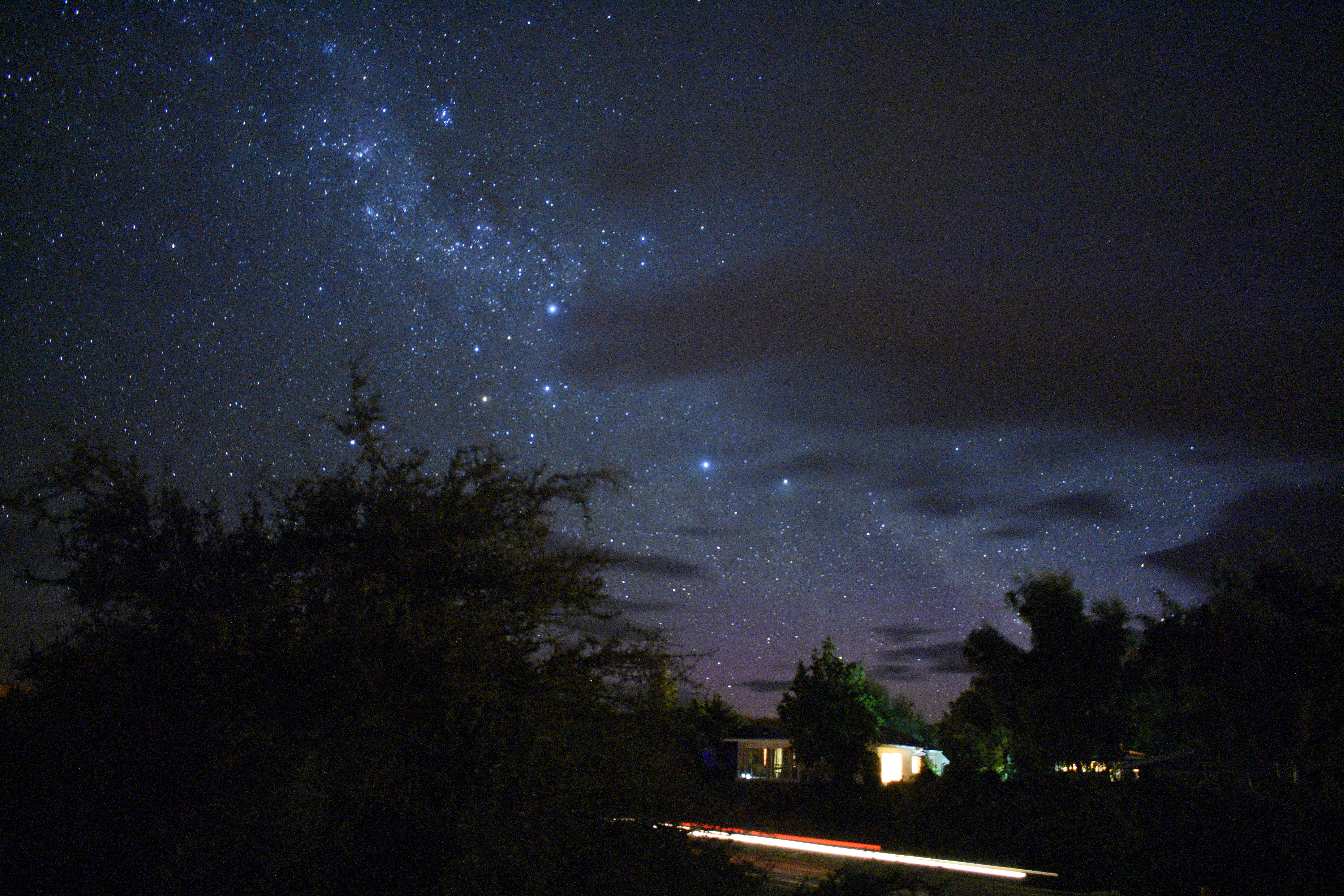
جزء من مجرة درب التبانة، التقطت في تيكابو.

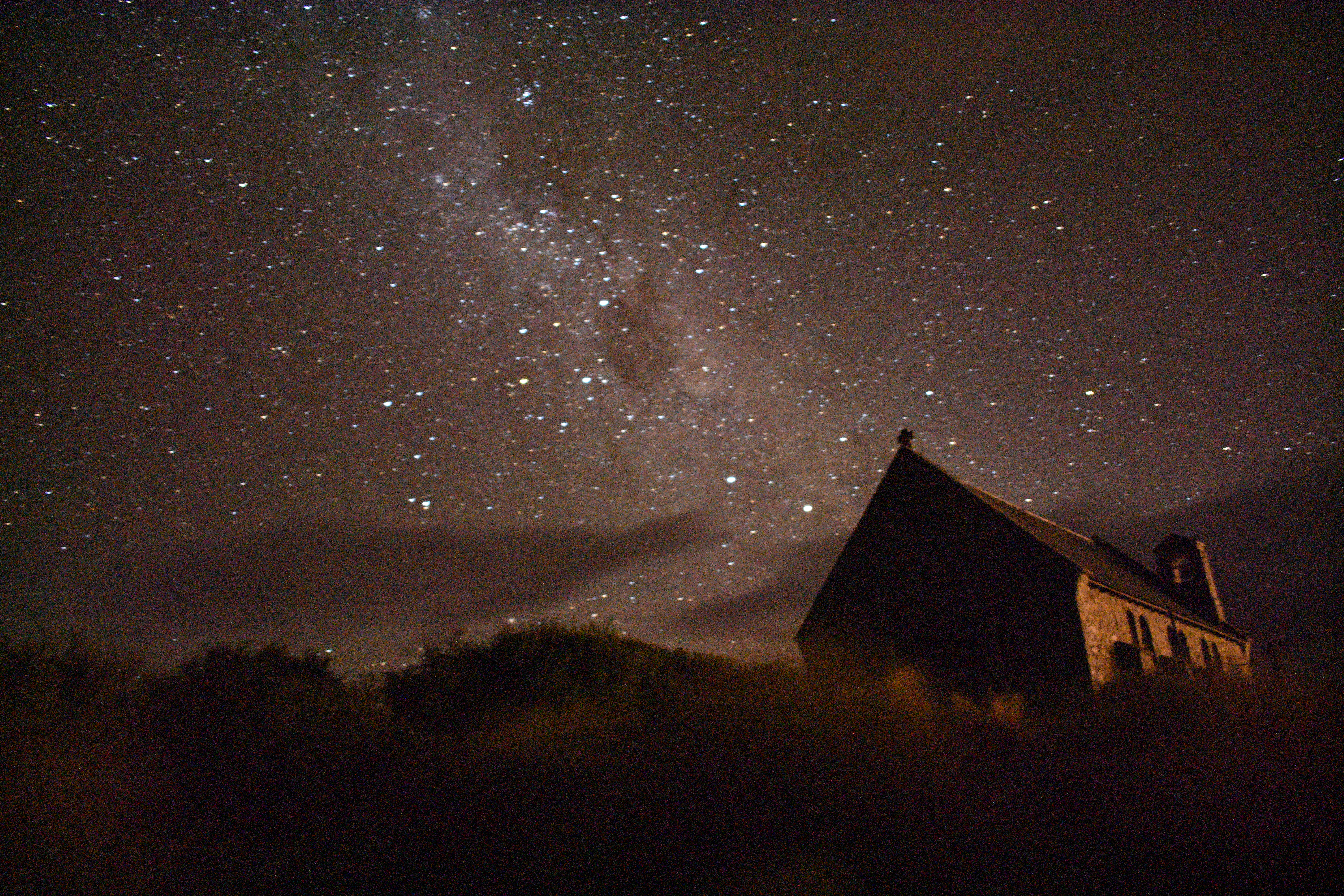
كنيسة (Church of good Shepherd) في صورة ليلية لسماء تيكابو.

## وصلات خارجية
- مجلة علم فلك الهواة (بالإنجليزية)